# 比利亚尔帕尔多
比利亚尔帕尔多，是西班牙卡斯蒂利亚-拉曼恰昆卡省的一个市镇。总面积32平方公里，总人口1127人（2001年），人口密度35人/平方公里。